# Bořek stavitel
Bořek stavitel (v anglickém originále Bob the Builder) je britský animovaný televizní seriál pro děti. Bořek je vedoucí stavební firmy, která v malém městečku a jeho okolí opravuje silnice a domy a provádí ostatní mechanizované práce. Bořkovi pomáhá spolupracovnice Týna a několik stavebních strojů.
Stavební stroje se v seriále chovají jako děti a je úkolem Bořka a Týny učit je slušnému chování, spolupráci, odvaze a cti.

## Postavy

### Hlavní
- Bořek – vedoucí stavební firmy
- Týna – Bořkova spolupracovnice a kamarádka
- Julča – ztřeštěná oranžová míchačka
- Lůďa – modrý autojeřáb, který se bojí myší [a myší s bodlinami (ježků) a křídly (netopýrů)], výšek a strašáka Huga
- Max – ustrašený červený buldozer a sněžný pluh
- Rolík – zbrklý zelený parní válec
- Béďa – veselý žlutý bagr, předák Bořkova týmu
- Ptáček – Rolíkův a Hugův zvířecí kamarád
- Václav – Okurkův naivní tyrkysový traktor, Hugův nejlepší kamarád
- Hugo – Okurkův zlobivý strašák

### Vedlejší
- Micka – všetečná modrá kočka
- pan Okurka – soused farmář
- Azor – Okurkův pes
- pan Moudrý – městský úředník

## Filmy v češtině
- Nezapomenutelné Vánoce (2001)
- Stavba Hradu Kámenlot (2003)
- Pod Sněhem (2004)
- Příběh o tom jak se Bořek stal stavitelem (2005)
- Obří Stroje (2017)

## České znění

### 1. – 2. série
- Bořek stavitel – David Prachař
- Týna – Marcela Kyselová
- Max, pan Moudrý – Petr Gelnar
- Julča – Eva Hrušková
- Rolík, Hugo – Libor Terš
- Béďa – Tomáš Racek
- Václav, Lůďa – Otto Rošetzký
- Zpívá: Marek Valenta
Překlad: Barbora Šebková, Lisette Saint Germain
- Dramaturgie: Markéta Vaněčková
- Zvuk: Luděk Polifka
- Dialogy a režie: Iva Valentová

Vyrobila Česká televize v roce 2001

### 3. – 4. série
- Bořek stavitel – David Prachař
- Týna – Marcela Kyselová
- Max, pan Moudrý – Petr Gelnar
- Julča – Eva Hrušková
- Rolík, Hugo – Libor Terš
- Béďa – Tomáš Racek
- Lůďa – Otmar Brancuzský
- Zpívá: Marek Valenta
- Dialogy a režie: Iva Valentová

Vyrobila Česká televize v roce 2003

### 5. – 6. série
- Bořek stavitel – David Prachař
- Týna – Marcela Kyselová
- Max, pan Moudrý – Petr Gelnar
- Julča – Eva Hrušková
- Rolík, Hugo – Libor Terš
- Béďa – Tomáš Racek
- Lůďa – Otmar Brancuzský
- Zpívá: Marek Valenta
- Dialogy a režie: Iva Valentová

Vyrobila Česká televize v roce 2004

### 7. – 8. série
- Bořek stavitel – David Prachař
- Týna – Marcela Kyselová
- Max, pan Moudrý – Petr Gelnar
- Julča – Eva Hrušková
- Rolík, Hugo – Libor Terš
- Béďa – Tomáš Juřička
- Lůďa – Otmar Brancuzský
- Zpívá: Marek Valenta
- Dialogy a režie: Iva Valentová

Vyrobila Česká televize v roce 2008

### 17. – 18. série
- Bořek stavitel – David Prachař
- Týna – Marcela Kyselová
- Max, pan Moudrý – Petr Gelnar
- Julča – Eva Hrušková
- Rolík, Hugo – Libor Terš
- Béďa – Tomáš Juřička
- Lůďa – Otmar Brancuzský
- Zpívá: Marek Valenta
- Dialogy a režie: Iva Valentová

Vyrobilo Studio Barrandov pro TV Barrandov v roce 2010/Pro Minimax vyrobilo Studio Bär v roce 2011

## Zajímavosti
Ve zvláštní epizodě Nezapomenutelné Vánoce vystupuje britský zpěvák Elton John, který hraje sám sebe.